# Assemblée de Guyane
Mandature 2021-2028
Cité administrative régionale de la Guyane
L'assemblée de Guyane est l'assemblée délibérante de la collectivité territoriale de Guyane (CTG). Elle remplace le conseil régional et le conseil général de la Guyane depuis les élections territoriales de 2015.

## Historique
Le 10 janvier 2010, les électeurs de Guyane rejettent par référendum la création d'une collectivité unique soumise à l'article 74 de la Constitution puis, lors d'un second référendum le 24 janvier suivant, ils approuvent la création d'une collectivité territoriale unique. Tel que prévu par l'article 73 de la Constitution, la création de la collectivité unique suppose la disparition des deux collectivités présentes jusqu'alors et de leurs assemblées respectives : le Conseil régional de la Guyane et le Conseil général de la Guyane.
Cette collectivité unique, comme celle de Martinique (CTM), est créée par l'adoption d'une loi organique et d'une loi ordinaire du 27 juillet 2011,. Initialement prévues en mars 2015, la première élection de l'assemblée de Guyane est repoussée en même temps que les élections régionales à décembre 2015 par une loi de 2013.

## Mode de scrutin

Sections électorales.

L'assemblée de Guyane est composée de 55 membres. Ils sont élus pour six ans en même temps que les conseillers régionaux et sont rééligibles.
Le mode de scrutin est similaire à celui utilisé pour les élections régionales, c'est-à-dire un scrutin proportionnel de liste à deux tours avec prime majoritaire. Le territoire est divisé en huit sections électorales.
Au premier tour, si une liste recueille la majorité absolue des suffrages exprimés au niveau de la collectivité, elle reçoit une prime de 11 sièges répartis entre les huit sections et les sièges restants sont attribués dans chaque section à toutes les listes ayant recueilli au moins 5 % des suffrages exprimés au niveau de la collectivité. Si aucune liste ne recueille la majorité absolue, un deuxième tour a lieu auquel peuvent participer les listes ayant reçu au moins 10 % des suffrages exprimés. Les listes ayant reçu au moins 5 % des suffrages exprimés peuvent fusionner avec une liste qualifiée.
Au second tour, la liste arrivée en tête au second tour reçoit la prime de 11 sièges et les sièges restant sont attribués à toutes les listes ayant recueilli au moins 5 % des suffrages exprimés.

## Composition et organisation

### Assemblée
| Président de l'Assemblée de Guyane                    |       |        |      |                                         |
| Gabriel Serville (Péyi G)                             |       |        |      |                                         |
| Parti                                                 | Sigle | Sigle  | Élus | Groupes                                 |
| Majorité (35 sièges)                                  |       |        |      |                                         |
| Divers gauche                                         |       | DVG    | 20   | Guyane Kontré pour avancer sans limites |
| Péyi Guyane                                           |       | Péyi G | 7    | Guyane Kontré pour avancer sans limites |
| La France insoumise                                   |       | LFI    | 2    | Guyane Kontré pour avancer sans limites |
| Mouvement de décolonisation et d'émancipation sociale |       | MDES   | 2    | Guyane Kontré pour avancer sans limites |
| À gauche en Guyane                                    |       | AGEG   | 1    | Guyane Kontré pour avancer sans limites |
| Nouvelle force de Guyane                              |       | NFG    | 1    | Guyane Kontré pour avancer sans limites |
| Parti socialiste guyanais                             |       | PSG    | 1    | Guyane Kontré pour avancer sans limites |
| Génération.s                                          |       | G·s    | 1    | Guyane Kontré pour avancer sans limites |
| Opposition (20 sièges)                                |       |        |      |                                         |
| Divers centre                                         |       | DVC    | 10   | Unis et engagés pour notre territoire   |
| Guyane rassemblement                                  |       | GR     | 5    | Unis et engagés pour notre territoire   |
| Divers droite                                         |       | DVD    | 2    | Unis et engagés pour notre territoire   |
| Divers gauche                                         |       | DVG    | 2    | Unis et engagés pour notre territoire   |
| Les Républicains                                      |       | LR     | 1    | Unis et engagés pour notre territoire   |

### Exécutif
L'exécutif de la Collectivité territoriale de Guyane (CTG) est formé par le président de l'assemblée de Guyane, assisté de vice-présidents. À la différence de la collectivité territoriale unique de Martinique, il n'y a pas de conseil exécutif séparé de l'assemblée.
Le président de l'assemblée de Guyane est élu par cette dernière lors de la première réunion qui suit chaque renouvellement. Il est élu à la majorité absolue des membres aux deux premiers tours de scrutin, à la majorité relative si un troisième tour est nécessaire.

#### Président
| Début            | Fin            | Nom                | Parti  |
| ---------------- | -------------- | ------------------ | ------ |
| 18 décembre 2015 | 2 juillet 2021 | Rodolphe Alexandre | GR     |
| 2 juillet 2021   | en cours       | Gabriel Serville   | Péyi G |

#### Vice-présidents
| Ordre | Identité              | Identité | Étiquette | Section électorale   | Délégation(s)                                                                              | Autre mandat                     |
| ----- | --------------------- | -------- | --------- | -------------------- | ------------------------------------------------------------------------------------------ | -------------------------------- |
| 1er   | Jean-Paul Fereira     |          | AGEG      | Cayenne              | Développement durable et Transition énergétique.                                           | Maire d'Awala-Yalimapo           |
| 2e    | Annie Robinson-Chocho |          | Péyi G    | Les Savanes          | Éducation et Constructions solaires.                                                       |                                  |
| 3e    | Thibault Lechat-Vega  |          | Péyi G    | Petite Couronne      | Europe, Affaires institutionnelles, Égalité et Relations avec les Guyanais de l'extérieur. |                                  |
| 4e    | Patricia Saïd         |          | DVG       | Cayenne              | Solidarités et Santé.                                                                      |                                  |
| 5e    | Philippe Bouba        |          | LFI       | Petite Couronne      | Enseignement supérieur et Recherche.                                                       |                                  |
| 6e    | Aïssatou Chambaud     |          | PSG       | Petite Couronne      | Famille et Aide sociale à l'enfance.                                                       |                                  |
| 7e    | Roger Aron            |          | Péyi G    | Petite Couronne      | Agriculture, Pêche et Souveraineté alimentaire.                                            | Conseiller municipal de Matoury  |
| 8e    | Samantha Cyriaque     |          | MDES      | St-Laurent-du-Maroni | Autonomie et Handicap.                                                                     |                                  |
| 9e    | Chester Leonce        |          | NFG       | Cayenne              | Aménagement du territoire, Désenclavement et Transports.                                   | Conseiller municipal de Cayenne  |
| 10e   | Bernadette Dulonca    |          | DVG       | Cayenne              | Citoyenneté et Vivre ensemble.                                                             |                                  |
| 11e   | Emmanuel Prince       |          | Péyi G    | Grande Couronne      | Cultures, Patrimoine et Transmission.                                                      | Conseiller municipal de Macouria |
| 12e   | Karine Cresson-Ibris  |          | MDES      | Grande Couronne      | Emploi, Formation et Insertion professionnelle.                                            |                                  |
| 13e   | Jean-Luc Le West      |          | DVG       | Cayenne              | Développement, Économie et Tourisme.                                                       |                                  |
| 14e   | Tiarrah Steenwinkel   |          | DVG       | Basse-Mana           | Sécurité et Sûreté.                                                                        |                                  |
| 15e   | Raymond Déyé          |          | DVG       | Haut-Maroni          | Égalité des chances et des territoires.                                                    | Adjoint au maire de Maripasoula  |

### Membres

#### Groupes politiques
- Péyi Guyane (gauche) : 35 sièges
- Guyane rassemblement (centre) : 20 sièges